# Episodi di Die Rosenheim-Cops (quindicesima stagione)
La quindicesima stagione della serie televisiva Die Rosenheim-Cops è stata trasmessa in anteprima in Germania dalla ZDF tra l'8 settembre 2015 e il 5 aprile 2016.
| nº | Titolo originale                        | Titolo italiano | Prima TV Germania | Prima TV Italia |
| -- | --------------------------------------- | --------------- | ----------------- | --------------- |
| 1  | Die Reisen des Herrn Stuckenthaler      | inedito         | 8 settembre 2015  | inedito         |
| 2  | Der große Unbekannte                    | inedito         | 15 settembre 2015 | inedito         |
| 3  | Der letzte Pfusch                       | inedito         | 22 settembre 2015 | inedito         |
| 4  | Tod eines Engels                        | inedito         | 29 settembre 2015 | inedito         |
| 5  | Der falsche Kaiser                      | inedito         | 6 ottobre 2015    | inedito         |
| 6  | Der Tod des Grafen                      | inedito         | 13 ottobre 2015   | inedito         |
| 7  | Ein geschätzter Schätzer                | inedito         | 20 ottobre 2015   | inedito         |
| 8  | Der letzte Tango                        | inedito         | 27 ottobre 2015   | inedito         |
| 9  | Vertrauen ist gut, Kontrolle ist besser | inedito         | 3 novembre 2015   | inedito         |
| 10 | Der Weihnachtsmann ist tot              | inedito         | 10 novembre 2015  | inedito         |
| 11 | Wahlkampf in Ganting                    | inedito         | 17 novembre 2015  | inedito         |
| 12 | Der Letzte macht das Licht aus          | inedito         | 24 novembre 2015  | inedito         |
| 13 | Tod am Schlagbaum                       | inedito         | 1º dicembre 2015  | inedito         |
| 14 | Konkurrenz erlegt das Geschäft          | inedito         | 8 dicembre 2015   | inedito         |
| 15 | Das süße Erbe                           | inedito         | 15 dicembre 2015  | inedito         |
| 16 | Ein letztes Bier                        | inedito         | 22 dicembre 2015  | inedito         |
| 17 | Ein Smoking zum Sterben                 | inedito         | 29 dicembre 2015  | inedito         |
| 18 | Tödliche Versuchung                     | inedito         | 5 gennaio 2016    | inedito         |
| 19 | Auch Überflieger stürzen ab             | inedito         | 12 gennaio 2016   | inedito         |
| 20 | Ein Koffer kommt selten allein          | inedito         | 19 gennaio 2016   | inedito         |
| 21 | Höhenflug kommt vor dem Fall            | inedito         | 26 gennaio 2016   | inedito         |
| 22 | Der falsche Mann                        | inedito         | 2 febbraio 2016   | inedito         |
| 23 | Kampf um die Krone                      | inedito         | 9 febbraio 2016   | inedito         |
| 24 | Bergab in den Tod                       | inedito         | 16 febbraio 2016  | inedito         |
| 25 | Tödliche Laster                         | inedito         | 23 febbraio 2016  | inedito         |
| 26 | Die Rosenkrieger                        | inedito         | 1º marzo 2016     | inedito         |
| 27 | Eine Überraschung für Hansen            | inedito         | 8 marzo 2016      | inedito         |
| 28 | Tod im Schokoladenladen                 | inedito         | 15 marzo 2016     | inedito         |
| 29 | Tod in Nachbars Garten                  | inedito         | 22 marzo 2016     | inedito         |
| 30 | Die Biber kommen                        | inedito         | 29 marzo 2016     | inedito         |
| 31 | Die Zenzi ist tot                       | inedito         | 5 aprile 2016     | inedito         |